# Pieces of You
Pieces of You (en español: Partes de ti) es el álbum debut de la cantante y compositora Jewel, lanzado en 1995 bajo el sello de Atlantic Records.

## Descripción
No se podría decir que es un álbum de estudio ya que está compuesto por canciones grabadas en estudio y otras grabadas totalmente en vivo (pistas 2, 3, 5 y 12). Jewel interpreta la mayoría de las canciones sólo con una guitarra acústica, aunque en algunas pistas también se escuchan pianos, violines, bajos, y otros instrumentos.

## Recepción comercial
A pesar de que en un principio las ventas eran lentas, el primer sencillo, "Who Will Save Your Soul", fue muy popular en las radios, lo que levantó las ventas. Los dos siguientes sencillos lanzados en Estados Unidos "You Were Meant for Me" y "Foolish Games" tuvieron excelentes ventas y alcanzaron los primeros lugares en las listas de sencillos más populares, además de ser extremadamente exitosos en las radio emisoras norteamericanas. En el Reino Unido se lanzó un cuarto sencillo, "Morning Song", que tuvo una mínima repercusión en este país.
En el 2006, la RIAA certificó el álbum con doce discos de multiplatino por ventas aproximadas a los doce millones de unidades vendidas sólo en Estados Unidos, haciendo de Pieces of You uno de los álbumes debut más exitosos de todos los tiempos.

## Lista de canciones
Todas las canciones fueron compuestas por Jewel, excepto "Adrian" que fue coescrita por Jewel y Steve Poltz.
| #  | Título                   | Duración |
| -- | ------------------------ | -------- |
| 1  | "Who Will Save You Soul" | 4:00     |
| 2  | "Pieces of You"          | 4:15     |
| 3  | "Little Sister"          | 2:29     |
| 4  | "Foolish Games"          | 5:39     |
| 5  | "Near You Always"        | 3:08     |
| 6  | "Painters"               | 6:43     |
| 7  | "Morning Song"           | 3:35     |
| 8  | "Adrian"                 | 7:02     |
| 9  | "I'm Sensitive"          | 2:54     |
| 10 | "You Were Meant for Me"  | 4:13     |
| 11 | "Don't"                  | 3:34     |
| 12 | "Daddy"                  | 3:49     |
| 13 | "Angel Standing By"      | 2:38     |
| 14 | "Amen"                   | 4:32     |

## Posicionaminto
| Listas (1995-1997)                      | Posición Alcanzada |
| --------------------------------------- | ------------------ |
| Australia ARIA Albums Chart             | 5                  |
| Austria Album Chart                     | 30                 |
| Canadian Albums Chart                   | 2                  |
| Bélgica Ultratop Album Chart (Flanders) | 19                 |
| Francia Album Chart                     | 69                 |
| Alemania Album Chart                    | 19                 |
| Países Bajos                            | 12                 |
| Nueva Zelanda Albums Chart              | 1                  |
| Noruega Album Chart                     | 5                  |
| Suecia Album Chart                      | 20                 |
| Reino Unido                             | 82                 |
| EE.UU Billboard Heatseekers             | 4                  |
| EE.UU Billboard 200                     | 4                  |

## Créditos

### Instrumentación
- Jewel - guitarra, voz
- Robbie Buchanan - piano
- Oscar Butterworth - batería
- Charlotte Caffey - piano
- Tim Drummond - bajo
- Mark Howard - bajo
- Spooner Oldham - teclados
- Kristin Wilkinson - cuerdas

### Producción
- Productor: Ben Keith
- Ingenieros: Tim Mulligan, John Nowland
- Asistente de ingenieros: John Dixon, John Mausmann
- Mezcla: Gene Eichelberger, Tim Mulligan, John Nowland
- Masterización: Tim Mulligan
- A & R: Jenny Precio
- Producción de coordinación: Gena Maria Rankin
- Edición digitañ: Tim Mulligan
- Arreglistas: Charlotte Caffey, Jewel
- Director de Arte: John Codling
- Fotografía: Hugh Hales-Tooke